# ۱۰۶ (میلادی)
۱۰۶ (میلادی) صد  و ششمین سال تقویم میلادی است.

## درگذشتگان
‎